# Mikro-Gen
Mikro-Gen è stata una software house produttrice di videogiochi per gli home computer degli anni '80.
Fondata da Mike Meek e Andrew Laurie nel 1981, assumendo poi David Perry, Chris Hinsley, Raffaele Cecco e Mick Jones come programmatori interni, aveva sede a Virginia Water, presso Bracknell, Berkshire.
Mikro-Gen ebbe una solida reputazione nel proprio settore grazie alla serie di videogiochi Wally, che presentavano il personaggio di Wally Week e della sua famiglia.

## Videogiochi pubblicati
Elenco probabilmente completo o quasi, almeno per quanto riguarda i giochi pubblicati per ZX81, ZX Spectrum, Commodore 64 e Amstrad CPC.
- Asteroids - ? per ZX81
- Bomber - ? per ZX81
- Debug - ? utilità per ZX81
- Frogs - ? per ZX81
- Lunar Rescue - ? per ZX81
- Paint-Maze - ? per ZX81
- Space Invaders - ? per ZX81
- Space Raiders - ? per ZX81
- Super Glooper - ? per ZX81
- Thro' The Wall - ? per ZX81
- Chess - 1981
- Great Britain Ltd - 1982
- Inheritance - 1982
- Mines of Saturn e Return to Earth - 1982
- Star Trek - 1982
- Cosmic Raiders - 1983
- Creepy Crawler - 1983
- Cruise Attack - 1983
- Galakzions - 1983
- Knockout - 1983
- Land of Sagan - 1983
- Laserwarp - 1983
- Mad Martha - 1983
- Mad Martha II - 1983
- Masterchess - 1983 (edito da Amsoft per CPC)
- Naanas - 1983
- One Hundred and Eighty! - 1983
- Panic - 1983
- Pat the Postman - 1983
- S.A.S. Assault - 1983
- Scramble - 1983
- Sorcerer's Castle - 1983
- Space Zombies - 1983
- Spectool - 1983, utilità
- Tempest - 1983
- Timequest - 1983
- Air Traffic Control - 1984
- Automania - 1984
- Deffendar - 1984
- Drakmaze - 1984
- Genesis II - 1984
- Gnasher - 1984
- Paradroids - 1984
- Pyjamarama - 1984
- Starship - 1984
- Tai Pan - 1984
- Everyone's a Wally - 1985
- Herbert's Dummy Run - 1985
- Shadow of the Unicorn - 1985
- Battle of the Planets - 1985
- Three Weeks in Paradise - 1985
- The Witch's Cauldron - 1985
- Cop-Out - 1986
- Equinox - 1986
- Frost Byte - 1986
- Sir Fred - 1986, riedizione di gioco della Made in Spain
- Stainless Steel - 1986
- Digital Graffiti - 1987, utilità per Spectrum
- Strike Force S.A.S. - 1987

## Hardware
Nel 1985 la Mikro-Gen produsse la periferica Mikro-Plus per ZX Spectrum. Contiene una ROM fantasma da 16K per aumentare le dimensioni effettive dei programmi e una porta joystick, al fine di migliorare le capacità dei videogiochi. Tuttavia, dopo mesi di pubblicità che non mostravano di fatto i nuovi videogiochi, si rivelò deludente. L'unico gioco a supportare il Mikro-Plus fu Shadow of the Unicorn, che sebbene apprezzato dalla critica, non venne considerato innovativo. La Mikro-Gen fece scelte commerciali sbagliate, allo scopo di non fare scorte di magazzino del gioco, sicché non riuscì a recuperare l'investimento, perdette molto denaro e dovette annullare gli altri titoli previsti.